# Michel Quarez
Michel Quarez, né le 28 mai 1938 à Damas en Syrie et mort le 9 décembre 2021,, à Saint-Denis, est un peintre et affichiste français.

## Biographie
Formé à l'École des Beaux-Arts de Bordeaux puis à l'École nationale supérieure des Arts décoratifs, où il est l'élève de Jean Widmer et dont il sort diplômé en 1961, il complète sa formation à Varsovie auprès de Henryk Tomaszewski. En 1964, il devient directeur artistique de l'agence SNIP. En 1967, il illustre Mod Love, un comic-book "pop" scénarisé par Michael Lutin.
À New York, il découvre le travail d’Andy Warhol et de retour en France, il participe au journal politique Action né en Mai 68 et réalise quelques affiches symboles de cette période. Sa production d’affiches se développe dans les années 1970 pour des collectivités locales, le Ministère de la Culture, la Fête de l'Humanité, Fête de la musique, des campagnes anti-racistes, etc.
En 2011 le musicien Alex Gimeno (Ursula 10000) s'était servi de ces images pour la pochette de son album Mondo Beyondo. L'année suivante il crée une autre bande dessinée, La Vita Privata di Dyane, pour la marque Citroën.
C'est un peu suivant la voie de Michel Quarez que Pierre Bernard et Gérard Paris-Clavel, futurs fondateurs du studio Grapus, sont allés se former à Varsovie. En toute logique, Quarez intègrera Grapus, mais son indépendance d'esprit prendra le dessus et cette parenthèse n'aura duré qu'un an.
Son travail se caractérise souvent par l'emploi de grandes formes très colorées. Son œuvre a connu des rétrospectives ou des expositions majeures à Saint-Denis, où il résidait, à Chaumont, à la Bibliothèque Forney à Paris, au Stedelijk Museum d'Amsterdam, en Pologne à Varsovie et à Poznań. Sa dernière exposition s'est tenue à l'arthotéque de Caen.
Il meurt à l’hôpital Casanova à Saint-Denis, commune où il résidait et travaillait depuis 1972.